# (8644) Betulapendula
(8644) Betulapendula es un asteroide perteneciente al cinturón de asteroides, descubierto el 16 de septiembre de 1988 por Eric Walter Elst desde el Observatorio de la Alta Provenza, Francia.

## Designación y nombre
Designado provisionalmente como 1988 SD. Recibe su nombre por Betula pendula (abedul plateado), una especie del género Betula perteneciente a la familia Betulaceae. Es un hermoso árbol con una corteza casi blanca. Crece rápido y alcanza una altura de unos 25 m y una edad de 60-80 años.

## Características orbitales
Betulapendula está situado a una distancia media del Sol de 2,376 ua, pudiendo alejarse hasta 2,783 ua y acercarse hasta 1,968 ua. Su excentricidad es 0,172 y la inclinación orbital 5,306 grados. Emplea 1337,61 días en completar una órbita alrededor del Sol.

## Características físicas
La magnitud absoluta de Betulapendula es 13,76. Tiene 4,391 km de diámetro y su albedo se estima en 0,303.